# 상어급 잠수함
상어급 잠수함은 조선민주주의인민공화국 해군의 300톤급 잠수함이다. 1996년 강릉지역 무장공비 침투사건으로 유명하다.

## 천안함 격침 사태
천안함은 2010년 3월 26일 오후 9시 22분 백령도 남서 해안에서 경계임무 수행중 조선민주주의인민공화국 잠수정의 어뢰 공격으로 격침되었으며, 사태의 조사 과정에서 370톤 상어급 잠수함에 의한 중어뢰 공격이 의심되었으나 최종 조사결과에서는 115톤 연어급 잠수정에 의한 공격으로 발표되었다.
일반적으로 서해는 수심이 얕아 큰 잠수함은 작전하기가 곤란하다고 알려져 있다. 그래서 조선민주주의인민공화국은 천톤이 넘는 잠수함을 동해에만 배치하고 있으며, 서해에는 370톤 상어급 잠수함, 115톤 연어급 잠수정만 수십척 배치하고 있다고 알려져 있다. 그러나, 서해를 담당하는 중국 북해함대는 핵잠수함 6척 등 중대형 잠수함 20여척이 소속되어 있어, 수심이 얕아 대형 잠수함의 작전이 힘들다는 주장이 정확한 것인지는 의심된다. 이유야 어찌되었건, 조선민주주의인민공화국은 서해에 천톤급 잠수함은 배치하지 않은 것으로 알려져 있다.

## 21인치 어뢰
53-65KE는 러시아의 21인치(533mm) 중어뢰이다. 천안함 침몰당시 행방이 묘연했다는 조선민주주의인민공화국의 상어급 잠수함 2척에 장착되었을 것으로 보이는 어뢰이다. 1990년대 중국이 러시아에서 킬로급 잠수함 4척과 이 어뢰를 수입했다.
러시아의 53식 어뢰의 하나이다. 53이란 533mm 직경을 의미한다.
천안함의 지진파에는 TNT 180 kg의 폭발력이 감지되었는데, 조선민주주의인민공화국 반잠수정의 경어뢰의 TNT 중량은 50 kg이다. 53-65KE 어뢰의 TNT 중량은 300 kg이다.
미국 레이시온의 마크 48 어뢰와 같이 1960년대에 실전배치되었다.

## 수출
2018년 대만의 잠수함 도입 사업에, 조선민주주의인민공화국이 입찰했다. 2016년 8월 대만에 제출한 서류에는 조선민주주의인민공화국이 130톤 연어급 잠수함, 330톤 상어급 잠수함을 독자적으로 생산하고 있다고 밝혔으며, 공기불요추진(AIP∙Air-independent propulsion)과 무산소 발전소(VNEU)의 설계도 일부와 기술 이전 계획이 포함됐다. AIP와 VNEU는 칼리나급 잠수함에 러시아도 최초로 적용할 것이라는 최첨단 기술이다.

## 같이 보기
- 강릉지역 무장공비 침투사건